# Церковь Иоанна Крестителя (Пушкин)

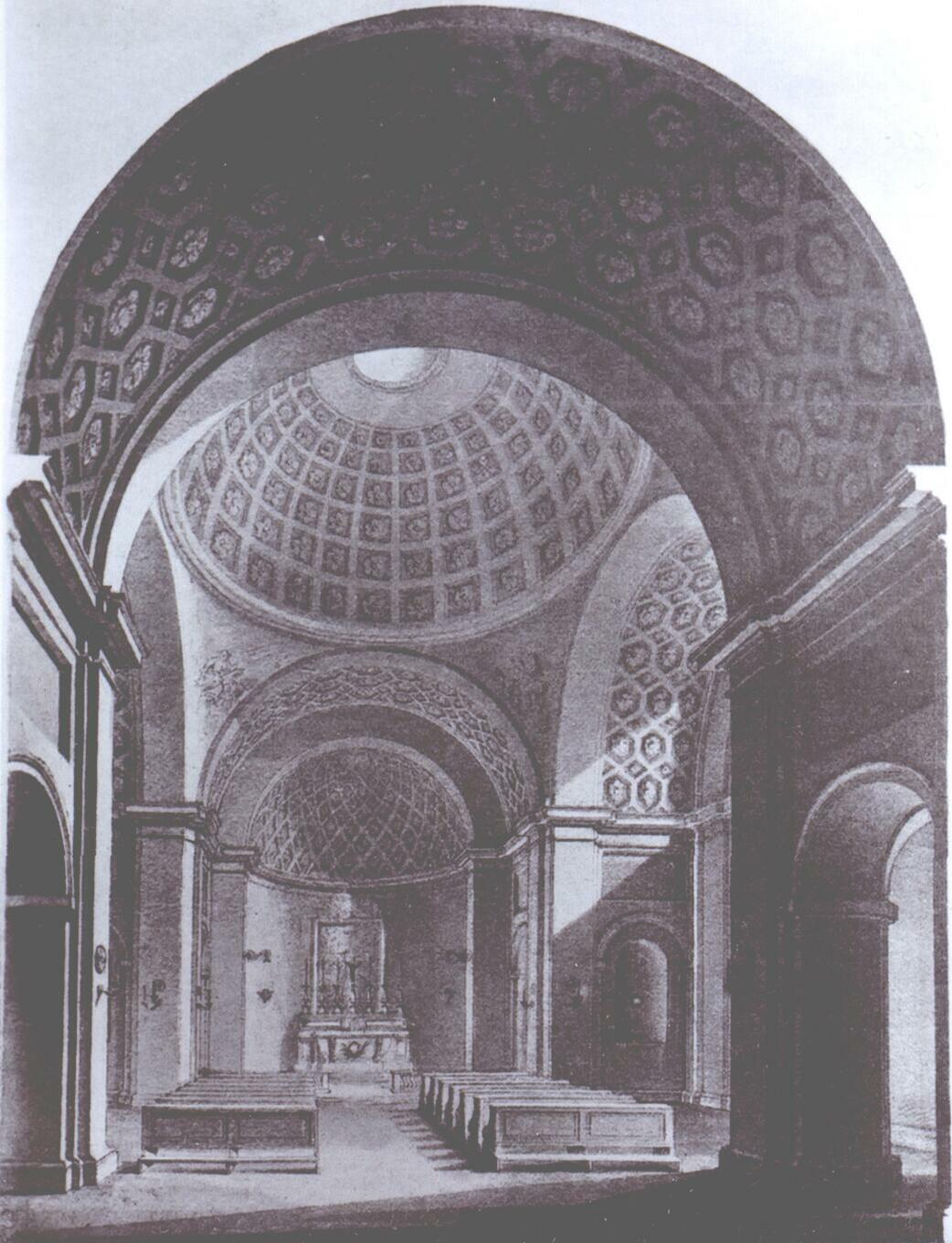
Фото 1909 года

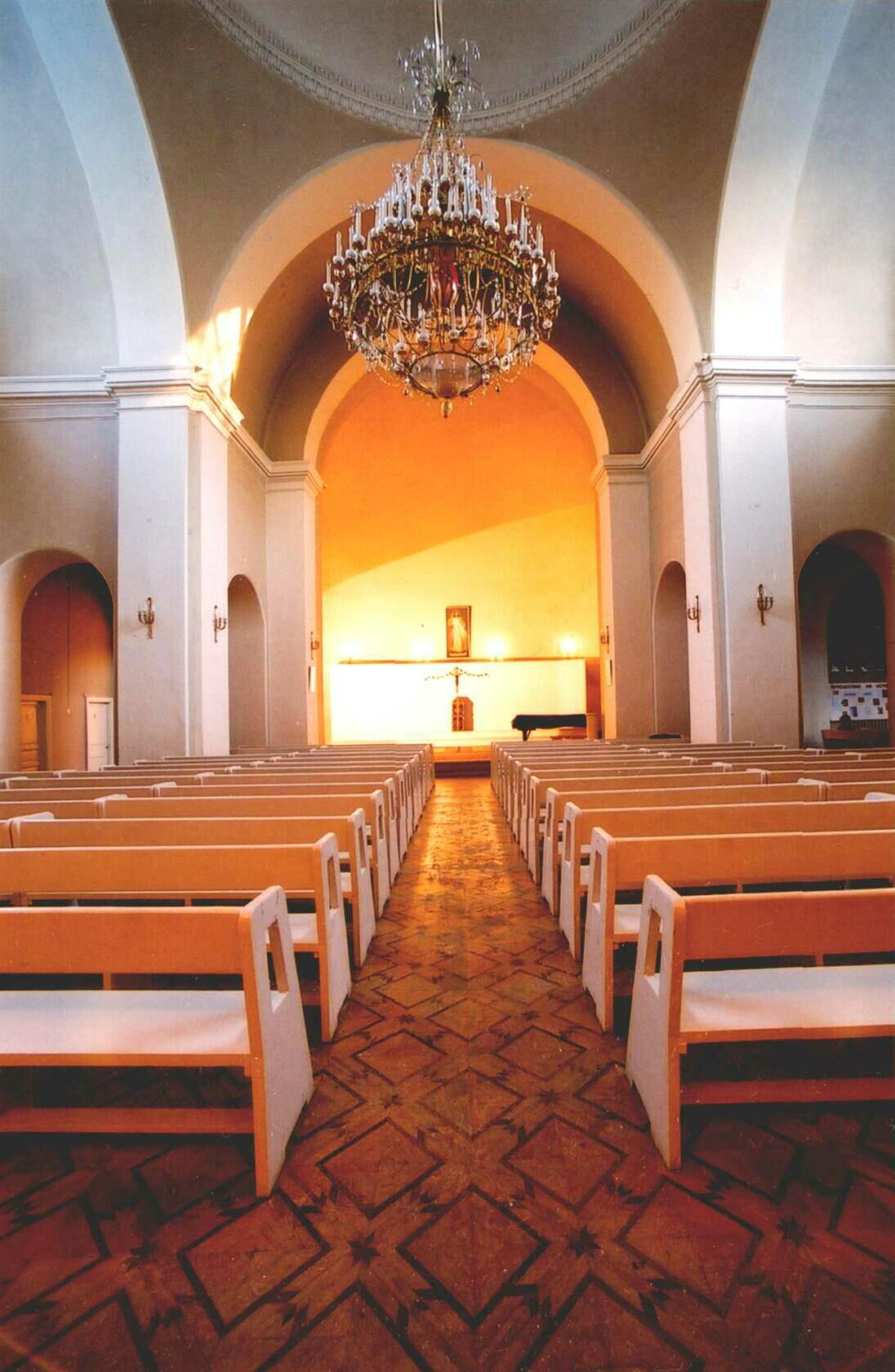
Фото 2002 года

Ри́мско-католи́ческая це́рковь Иоа́нна Крести́теля — католический храм в Пушкине.
Приход храма относится к Архиепархии Матери Божией Римско-католической церкви, входит в состав Северо-Западного деканата. Настоятель — священник Хосе Франсиско Тейхейро Гарсиа.

## История
Первый деревянный царскосельский католический храм был устроен в 1811 году в доме церемониймейстера Двора командора Мезоняева по Госпитальной улице. Однако вскоре помещение храма оказалась маловместительным.
В связи с этим императором Александром I был предоставлен участок земли и выделены средства на постройку нового каменного храма. Проект церкви был разработан в 1823-1825 годах архитекторами Леоне и Доменико Адамини. Строительство храма проводилось также при участии В. П. Стасова.
Торжественная закладка храма состоялась 24 июня (6 июля) 1825 года в присутствии министра народного просвещения. Освящение церкви совершил 21 ноября (4 декабря) 1826 года Минский епископ Матвей Липский.
В 1906−1908 годах здание по проекту С. А. Данини (при участии инженера И. Ф. Пентковского) было расширено.
В 1923 году была изъята часть церковных ценностей «на нужды голодающих Поволжья». 27 ноября 1934 года и 22 июля 1935 года президиум Пушкинского горсовета принимал решение о расторжении договора с приходским советом «из-за невыполнения ремонта» храма. Однако прихожане впоследствии оплачивали все работы. 19 января 1938 года члены «двадцатки» подали заявление об отказе от использования здания.
В апреле 1938 года храм был закрыт. Здание было переоборудовано под физкультурный зал. Погребённые в церковном склепе были перезахоронены на Казанском кладбище.
Здание храма пострадало в Великую Отечественную войну, после которой было восстановлено и передано государственному музею-заповеднику «Царское Село» под концертный зал.
Первое в новейшее время богослужение состоялось 17 марта 1991 года. В тот день на службе присутствовало 7 местных католиков. Богослужения стали проводиться по воскресеньям и праздничным дням.
1 октября 1997 года приход подписал договор с дирекцией ГМЗ «Царское Село» о совместном использовании здания.
24 июля 2006 года здание было полностью возвращено Католической церкви. После десятилетней реставрации 23 июня 2016 года в храме наконец был установлен постоянный алтарь, в знак чего состоялось торжественное освящение.

## Архитектура, убранство
Здание построено в стиле классицизма. Портик главного фасада решён в виде колоннады. Храм увенчан высоким куполом.
В храме было три престола: главный — святого Иоанна Крестителя; боковые — Моления о Чаше и Божией Матери Царицы Святого Розария.
Ранее над главным престолом находился гравированный бронзовый образ Усекновения главы святого Иоанна Крестителя — дар княгини Ж. Лович. Кроме того, в церкви находился металлический крест с частицами Креста Господня.
В церковном склепе находились могилы. Здесь были погребены:
- князь Эммануил Николаевич Мещерский (1842—1877),
- командор Мальтийского ордена Иосиф-Август Иванович Илинский (1760—1844),
- граф Юлий-Ренат Литта (1763—1839),
- настоятель храма прелат Константин Львович Мацулевич (...—1906),
- граф Константин Францевич (1823—1893) и графиня Мария (1761—1831) Ожаровские,
- княгиня Жанетта Лович (1795—1831)[5].

К закрытию храма в склепе были погребены уже 38 человек.

## Духовенство
| Настоятели церкви             | Настоятели церкви                                              |
| Даты                          | Настоятель                                                     |
| ----------------------------- | -------------------------------------------------------------- |
| 1890 — ...                    | прелат ... Урбанович                                           |
| ... — 1904 ?                  | прелат Константин Львович Мацулевич (1841—1906)                |
| август 1904 — 10 октября 1929 | прелат Станислав Брониславович Пржирембель (1867 — после 1933) |
| 1929 — 14 августа 1935        | Иоанн-Морис Амудрю (1878—1961)                                 |
| август 1935 — апрель 1938     | Михаил-Кловис Флоран (1902—1995)                               |
| 1938—1991                     | службы в церкви не совершались                                 |
| 1991—1997                     | Эдмунд Каптуркевич                                             |
| 1997—2003                     | Бронислав Чаплицкий                                            |
| 2003—2013                     | Александр Бургос                                               |
| 2013 — настоящее время        | Хосе Франсиско Тейхейро Гарсиа                                 |